# Langå (Nyborg Kommune)
 For alternative betydninger, se Langå. (Se også artikler, som begynder med Langå)
Langå er en by på Østfyn med 202 indbyggere i byområdet (2016), beliggende 13 km sydøst for Ørbæk, 19 km nordøst for Svendborg og 16 km syd for Nyborg. Byen hører til Nyborg Kommune og ligger i Region Syddanmark.
Langå hører til Langå Sogn. Langå Kirke ligger i byen. 2 km vest for byen ligger herregården Rygård, og 3 km nordvest for byen ligger herregården Glorup.

## Faciliteter
Langå Forsamlingshus blev bygget i 1901 og var oprindeligt et aktieselskab, men i 1988 blev det omdannet til en forening.
Et landsbyråd, der er byens officielle talerør over for kommunen, blev etableret i 2000-01, da Langå hørte til Ørbæk Kommune, hvor landsbyråd var almindeligt udbredt. Da Ørbæk Kommune ved kommunalreformen i 2007 indgik i Nyborg Kommune, bredte ideen sig også her. Når tilflyttere kommer til sognet, byder et medlem af rådet velkommen med en flaske vin, en velkomstpjece og invitation til gratis at deltage i næste fællesspisning.
Langå blev Årets Landsby 2011 i Nyborg Kommune, bl.a. motiveret med en opdateret hjemmeside, velkomstpjecen, mange aktiviteter for både børn og voksne samt ihærdig kamp for en cykelsti mellem Langå og Øksendrup. Med udnævnelsen fulgte en plade med indgravering. Den er sat på en lokal sten, som er anbragt på det grønne område overfor den gamle skole.

## Historie
Ved Svendborg Landevej 46 i den sydlige del af Langå Sogn blev der omkring år 1880 fundet en lille gravplads med nogle meget rige grave fra førromersk jernalder. Blandt gravgaverne var 6 bronzekar, 4 guldfingerringe og resterne af en firhjulet hestevogn.
Langå blev udskiftet i 1808, men en del gadehuse, der var ejet af Rygaard, blev liggende. De ældste nuværende byhuse er opført i 1880'erne.

### Stationsbyen
I 1899 beskrives Langå således: "Byen Langaa (1407: Langw, maaske Langhøj), ved Landevejen, med Kirke, Præstegd., Skole, Andelsmejeri og Jærnbanestation („Rygaard Station")."
Langå havde jernbanestation på Svendborg-Nyborg Banen (1897-1964). Stationen kom til at hedde Rygaard, fordi navnet Langå var optaget af Langå Station i Østjylland. I den nordlige ende af byen blev der i 1933 bygget en jernbanebro over Byvejen. Den er tilgængelig fra Gl. Landevej og forsynet med et bordbænkesæt. Stationsbygningen er bevaret på Byvejen 17.
I banens tid blev der bygget to savværker, et væveri og et uldspinderi. Der kom håndværkere: murer, tømrer, snedker og maler. Dernæst fulgte 3 købmænd, slagter, skomager, urmager, manufakturhandler, bager og frisør.

### Efter jernbanen
I årene efter nedlæggelsen af banen blev posthuset og mejeriet også lukket. Skolen blev lukket, da Langå Sognekommune i 1966 blev en del af Ørbæk Kommune. Det var den tredje skole i Langå: den første nævnes i 1589, en skole med lærerbolig blev opført i 1848 efter en brand, og i 1926 blev en ny skole opført på nabogrunden. Byens sidste købmand lukkede i slutningen af 1980'erne.

### Folketal
I 1787 boede der 314 mennesker i Langå Sogn, i 1840 342, i 1880 356, i 1911 508, i 1930 529, i 1950 463 og i 2005 288.